# 丹尼尔·帕雷霍
丹尼尔·「丹尼」·帕雷霍·梅路斯（西班牙語：Daniel "Dani" Parejo Muñoz，西班牙語發音：[daˈnjel paˈɾexo]，1989年4月16日—），是一名西班牙職業足球員，現時效力西甲球會維拉利爾並同時擔任隊長。司職中場。

## 球員生涯

### 球會
柏利祖於皇家馬德里開始其職業生涯，並於赫塔費成名，他曾被外借至英格蘭超級足球聯賽球會女王公园巡游者。2011年，柏利祖轉會至西班牙甲組足球聯賽球會華倫西亞，為球會上陣238場正式比賽。
2020年8月12日，帕雷霍和瓦倫西亞隊友弗兰西斯·科克林一起轉會至比利亞雷阿爾，科克林转会费為650万欧元，帕雷霍則為0歐元。

### 國家隊
於國家隊方面，柏利祖曾代表數個階別的西班牙青年國家隊上陣，出場43場，攻入9球。

## 榮譽

### 球會
比利亞雷阿爾
- 欧足联欧洲联赛冠軍：2020–21賽季[2]

## 外部連結
- Soccerway資料庫：丹尼尔·帕雷霍
- 華倫西亞官方檔案 （英文）
- BDFutbol檔案（页面存档备份，存于） （英文）
- 足球数据库：丹尼尔·帕雷霍的球员统计数据 （英文）
- 丹尼尔·帕雷霍 – FIFA國際賽競賽紀錄 (存檔) （英文）
- Transfermarkt檔案（页面存档备份，存于） （英文）
- CiberChe檔案（页面存档备份，存于） （西班牙文）